# Einer bleibt sitzen
Einer bleibt sitzen ist ein Filmdrama des Regisseurs Tim Trageser aus dem Jahr 2008. In der Hauptrolle des BR-Fernsehfilms verkörpert Volker Bruch den nach einem Motorradunfall gelähmten Michel, der den Sinn seines Lebens aus den Augen verloren hat.

## Handlung
Michel ist ein begeisterter Motorradfahrer und unendlich in seine Freundin Sabine verliebt. Als sie die Beziehung mit ihm beendet, weil sie in seinen besten Freund Stefan verliebt ist, ist er außer sich vor Trauer. Er setzt sich auf sein Motorrad und gibt Gas, einfach, um auf andere Gedanken zu kommen.
Michel fährt mit hoher Geschwindigkeit durch die Landschaft und in einem Moment der Unachtsamkeit verliert er die Kontrolle über seine Maschine. In der Folge prallt er mit seinem Rücken gegen einen aufgeschichteten Holzhaufen.
Im Krankenhaus erwacht, erfährt Michel, dass er ab sofort von der Hüfte abwärts gelähmt ist. Die ärztliche Diagnose lautet: Querschnittslähmung, er also seine Beine nie wieder bewegen können wird und auch kein Gefühl mehr darin haben wird. Michel kann sich an die Ereignisse nach dem Unfall nicht erinnern, er weiß nur noch, dass Sabine ihn verlassen hat, die Erinnerung, dass sie eine Beziehung zu seinem besten Freund eingegangen ist, wurde durch den Unfall aus seinem Gedächtnis gestrichen.
Durch die Diagnose fällt Michel in eine Depression, denn ohne Gefühl in den Beinen wird er nie mehr Motorrad fahren können, geschweige denn, sich auf eigenen Beinen fortzubewegen und sieht keinen Sinn mehr in seinem Leben.
Doch nun kommen Michels Freunde Stefan und Memme ins Spiel. Stefan schmiedet gemeinsam mit der Therapeutin Julia einen Plan: Er überredet Michel, an einer Berghüttentour teilzunehmen, die speziell für Rollstuhlfahrer organisiert wird. Er und Memme würden sich auch in einen Rollstuhl setzen und Michel begleiten. Der Plan funktioniert, Michel stimmt zu, wohl auch nur deshalb, weil aus seiner Erinnerung ja die Tatsache, dass Stefan nun mit seiner Ex-Freundin Sabine eine Beziehung hat, nicht mehr vorhanden ist. Michel schöpft aus der Bergtour neuen Lebensmut.
Die Situation wird gegen Ende der Filmhandlung dennoch problematisch, denn Sabine ist durch ein Missverständnis der Meinung, dass ihr neuer Geliebter Stefan, Michel bereits von ihrer Beziehung zu ihm berichtet hat.

## Produktionsnotizen
Die Dreharbeiten begannen am 28. August 2007 und endeten am 2. Oktober desselben Jahres. Gedreht wurde in München und der dortigen Umgebung. Christian Rohde unterstand die Produktionsleitung, Bettina Reitz und Bettina Ricklefs waren die Filmredakteure, Cornelia Hoefke assistierte Tim Trageser bei der Regie, Martin Schmidtke und Oliver Froeschke unterstützten Eckhard Jansen bei der Kameraführung. Helmfried Kober und Winnie Heun waren für die zweite Kamera zuständig und Gilmar Steinig sorgte für die Ausleuchtung. Frank Schreiner war für den Ton verantwortlich, Friedrich M. Dosch für den Tonschnitt.

## Ersterscheinung
Einer bleibt sitzen wurde am 8. Oktober 2008 erstmals im Ersten ausgestrahlt. Weitere Sendetermine folgten, beispielsweise der 28. März 2014.

## Kritiken
Die Berliner Zeitung Der Tagesspiegel merkt an, dass mit dem Filmdrama Einer bleibt sitzen es dem Regisseur gelungen ist, einen gefühlvollen Film zu inszenieren, reklamiert jedoch, dass der Film streckenweise überzogen wirkt.
Das Lexikon des internationalen Films resümiert, dass der Film einen alles verändernden Schicksalsschlag zum Thema hat, und die Notwendigkeit, trotz aller unangenehmen Folgen, der Wahrheit ins Auge zu sehen.